# Buff (klädesplagg)

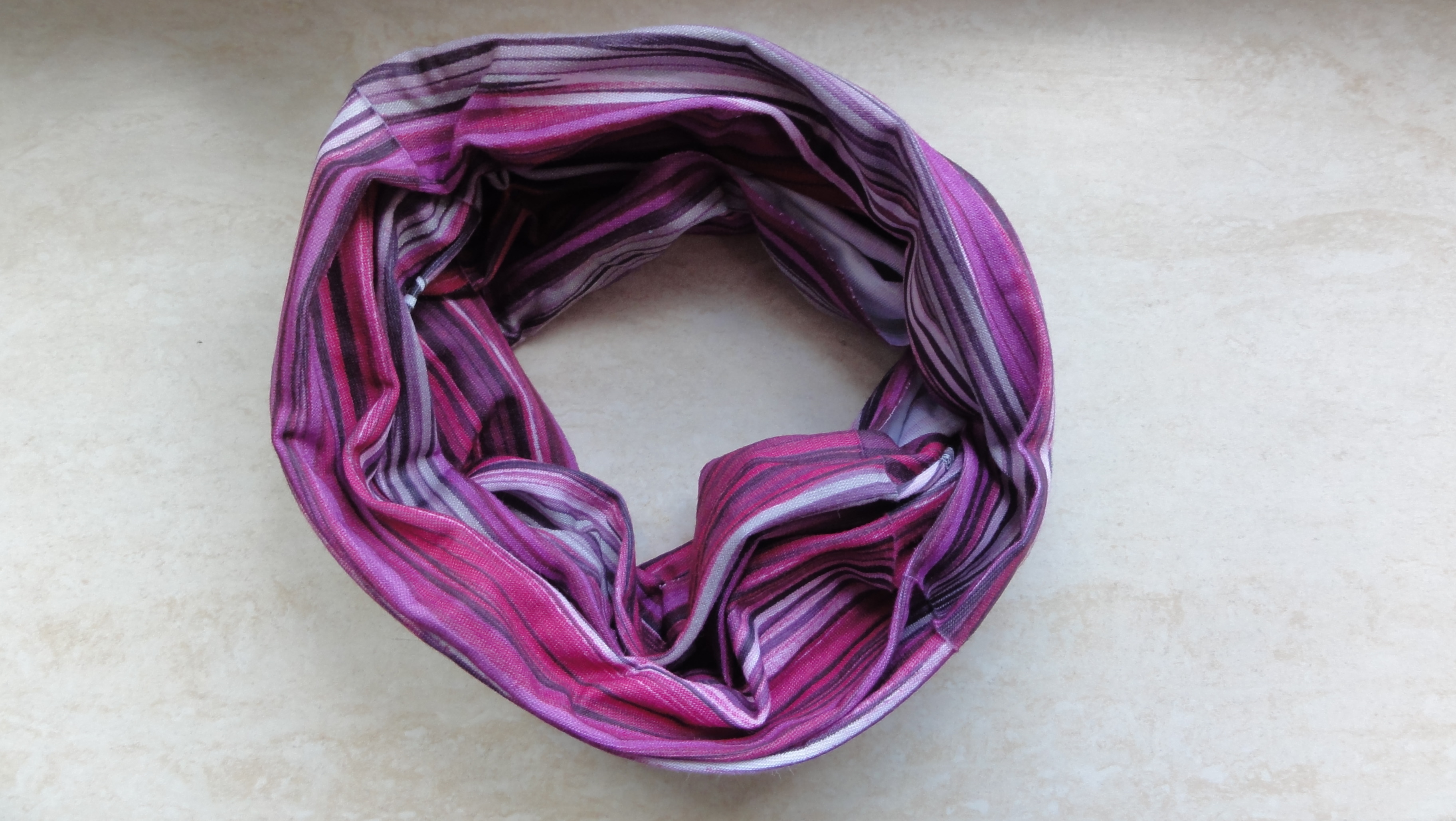
Buff

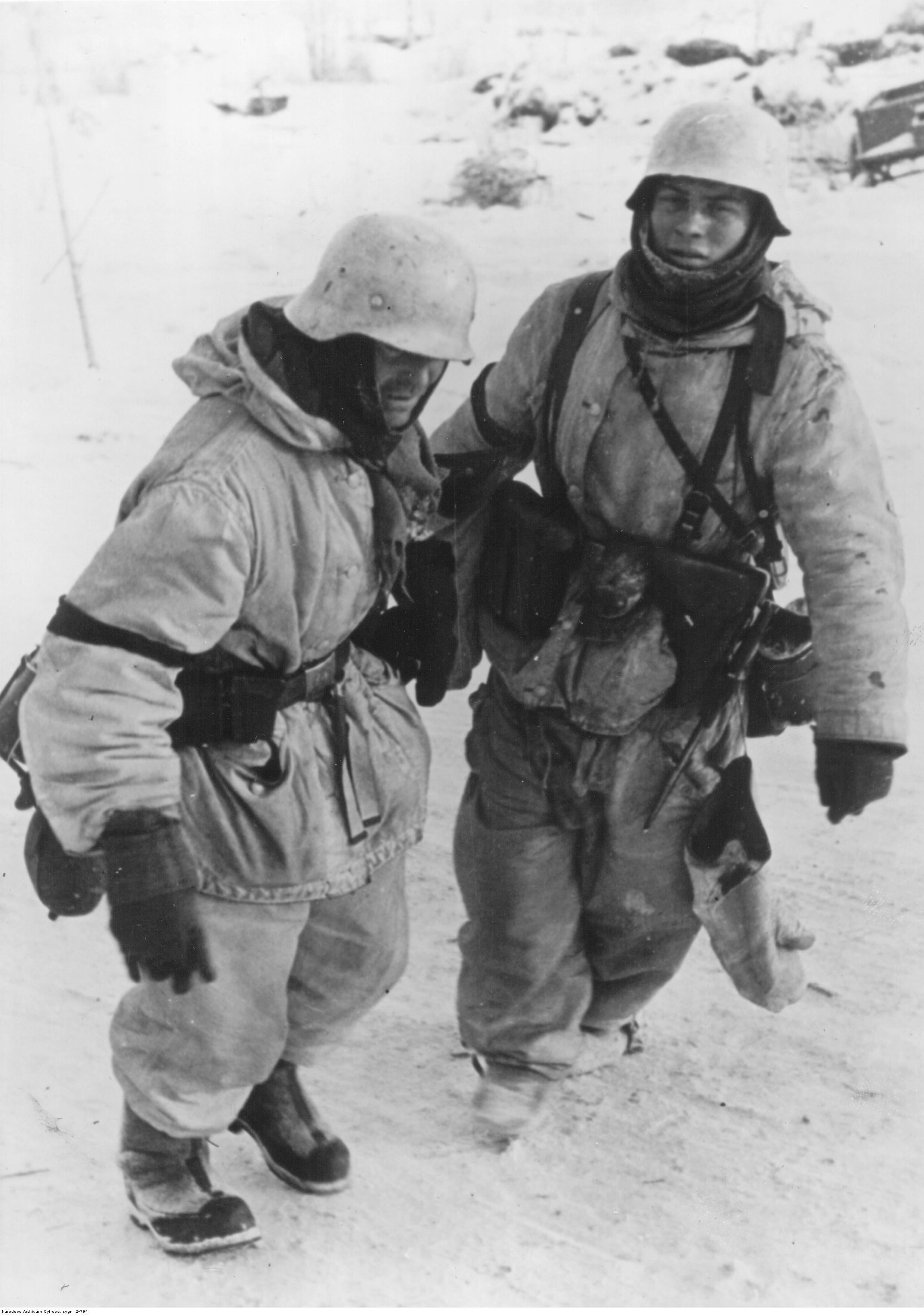
Tyska soldater med buffar runt halsen (1941/1944)

Buff eller tubscarf  är  ett multifunktionsplagg som kan bäras på huvudet, på halsen eller på armen. Den består av ett cylinderformat elastiskt tyg som ofta är har ett mönster, och tillverkas traditionellt av ett rektangulärt tyg där två motsatta sidor sys ihop.

## Användning
Rörformade halsdukar togs fram för löpare, cyklister och motorcyklister, främst för att skydda mot kyla. För särskillt kalla områden finns även speciella dukar som är bearbetade med fleece. Halsduken kan användas som halsduk, scarf, armband, pannband, hårband, balaklava eller som huvudduk.